# Шведов Ігор Олександрович
Ігор Олександрович Шведов (рос. Игорь Александрович Шведов; 5 листопада 1924, Климово — 23 лютого 2001, Київ) — український письменник, журналіст, драматург, заслужений діяч мистецтв УРСР (1975), Народний артист УРСР (1991). Ветеран німецько-радянської війни. Член ВКП (б) з 1943 року. З 1975 року — засновник та художній керівник Київського театру історичного портрету.

## Біографія

Могила Ігоря Шведова, Байкове кладовище

Народився 5 листопада 1924 року в селищі Климово (тепер Брянської області).
Рано залишився сиротою — мати померла у 1928 році, батько, репресований у 1937 році, загинув у засланні у Воркуті. Хлопчик виховувався у тітки в Ромнах.
По закінченні школи на засоби Всевобуча навчався у Путивльському педагогічному училищі.
Там же, у Путивлі, з початком німецько-радянської війни, став бійцем винищувального батальйону Руднєва-Ковпака. Пізніше, у грудні 1941 року, приписавши собі рік, добровольцем пішов на фронт. 16 квітня 1945 року був тяжко поранений під Берліном (вважався загиблим), війну закінчив інвалідом II групи.
В післявоєнні роки повністю присвятив себе літературній та сценічній діяльності. Працював в газетах «Молодь України», «Молодежь Молдавии», «Советская Молдавия», «Советская культура».
Як журналіст, багато їздив по країні, виїздив на цілину, до Польщі. Події життя того часу знайшли відображення на сторінках його перших книжок: «На новых землях», «Современность стучит в двери», «От вашего собственного корреспондента».
З часом його все більше приваблювала літературна робота. У 1952 році Шведов стає членом Спілки письменників України. Видає двотомний роман «Актори» про сучасний український театр, книжки «А. Васильев», «Так начиналось…», «Искусство убеждать» та інші.
Багато років Шведов співпрацював з товариством «Знання», завдяки чому об'їздив всю країну з лекціями з ораторського мистецтва.
Одинадцять його п'єс були поставлені театрами Києва, Одеси, Чернігова, Єкатеринбургу, Нижнього Новгороду та інших міст. Більше ніж двадцять років не сходила зі сцени Московського театру «Ромен» його п'єса «Ром Баро», в якій дебютував Микола Сліченко і декілька років він був членом колегії з драматургії, працював з молодими драматургами.
Наприкінці 1960-х років зароджується нова ідея, і в 1975-му Ігор Шведов засновує в Києві унікальний Театр історичного Портрету (ТіП), у якому до останніх днів свого життя  незмінно був і художнім керівником, і автором, і виконавцем всіх вистав.
Серед творів — усні документально-меморіальні книги циклу «Ленініана. ХХ сторіччя», історична дилогія «Іван Мазепа», вистава «Зорі, хліб та вітер», присвячена видатному винахіднику з питань космічних досліджень Юрію Кондратюку, вистава-реквієм «Запам'ятовуйте їх…», поставлений до Дня Перемоги у  Великій Вітчизняній війні, літературно-музичні моновистави «Олександр Вертинський», «Фредерік Шопен», «Ісус Христос» та інші користувались величезною популярністю в аудиторіях багатьох українських, російських, білоруських, молдовських міст та селищ, а також за кордоном — у Польщі, Німеччині, Угорщини, Монголії. Свої вистави Шведов виконував не тільки російською, але й українською, польською, англійською мовами.
Двічі театр Ігоря Шведова виступав у воюючому Афганістані. Враження від побаченого вилились в усну документальну книгу «Афганистан — годы борьбы и надежд». Побував театр і у Чорнобилі під час ліквідації аварії на атомній електростанції (1986).
Знявся у кінофільмі «Последний довод королей» в ролі генерала (1983).
Помер на 77-му році життя 23 лютого 2001 року в Києві, похований на Байковому кладовищі (ділянка № 49а, 50°25′0.49″ пн. ш. 30°30′6.74″ сх. д. / 50.4168028° пн. ш. 30.5018722° сх. д.).

### Родина
- Дружина — Людмила Томашевська (1935—2011), актриса.
  - Донька — Ірина Шведова (нар. 1959), актриса та співачка. Живе у Москві, підтримала війну Росії проти України.

## Творчість
Автор, режисер і виконавець декалогії літературно-музичних моновистав: «Ленініана. ХХ століття» (1975—2001), «Іван Мазепа», «Олександр Вертинський» (обидві — 1993 року), «Штрихи пам'яті мого покоління» («Ветеран», «Запам'ятовуйте їх», 1994–1995).
Видані твори: роман «Актори» (том 1—2, 1953–1956); публіцистична сповідь «Час дії — 60-ті роки» (1963), лекції для ораторів «Мистецтво переконувати» (1986), нарис «Так починалося» (1990), книжка репортажів «Від вашого власного кореспондента» (1960), п'єси «Повпред» (1965), «Весь світ і навіть більше» (1966), драматичні балади «Ніхто про нього ще не знав» (1969), «Третій Новий рік» (1972) та інші.

## Нагороди
Ордени  «За отвагу», «За победу над Германией», «Орден Великой Отечественной войны 1 степени», медалі «Маршал Жуков», «За укрепление дружбы» (Польша), «Ветеран труда» та ін.
Лауреат Всесоюзного конкурсу майстрів мистецтв (1971).
Заслужений діяч мистецтв Української РСР (1986).
Народний артист України (1991).